# Майкан (Казахстан)
Майка́н (каз. Майқан) — село у складі Алакольського району Жетисуської області Казахстану. Входить до складу Жиландинського сільського округу.
Населення — 43 особи (2021; 102 у 2009, 351 у 1999, 254 у 1989).